# Alexandra Richards
Alexandra Nicole Richards (Nueva York, 28 de julio de 1986) es una modelo, actriz y DJ estadounidense. Es la hija de la modelo y actriz Patti Hansen y de Keith Richards, guitarrista de los Rolling Stones; y hermana de la también modelo Theodora Richards.
Como modelo ha realizado campañas con Sante D'Orazio, Carter Smith, Annie Leibovitz, Craig McDean, Mario Testino, Bruce Webber, Patrick Demarchelier, Steven Meisel y Tony Kelly. Ha aparecido en las páginas de las revistas Vogue, Glamour, Vanity Fair, ID, Harpers Bazaar, Jane Magazine, Teen Vogue y Jalouse. En 2010 apareció en la edición francesa de la revista Playboy.